# Chiesa di San Pantaleo (Ranzo)
La chiesa di San Pantaleo è un luogo di culto cattolico situato nella borgata di Borgo di Ranzo nel comune di Ranzo, in provincia di Imperia.

## Storia e descrizione

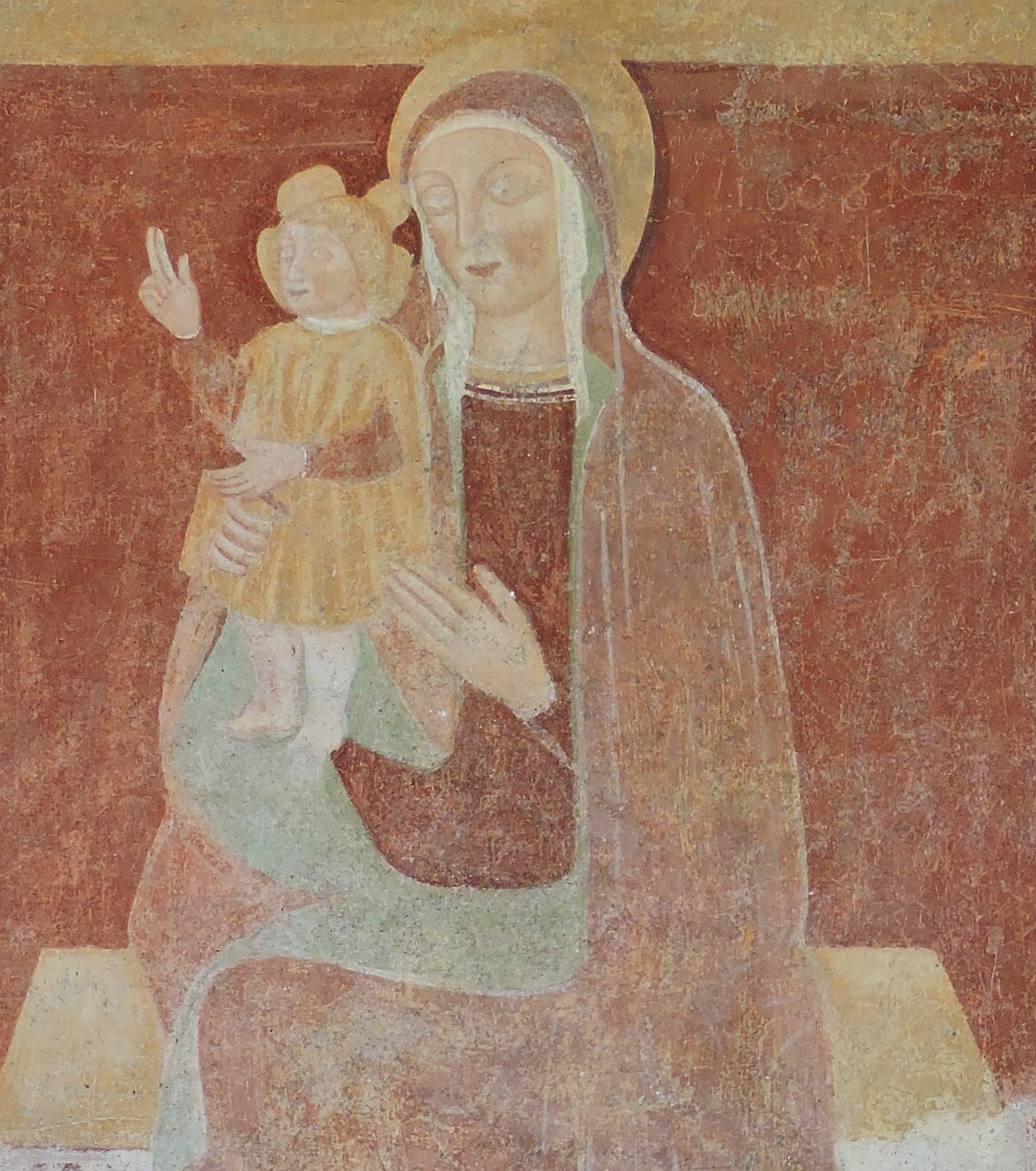
Dettaglio degli affreschi del portico

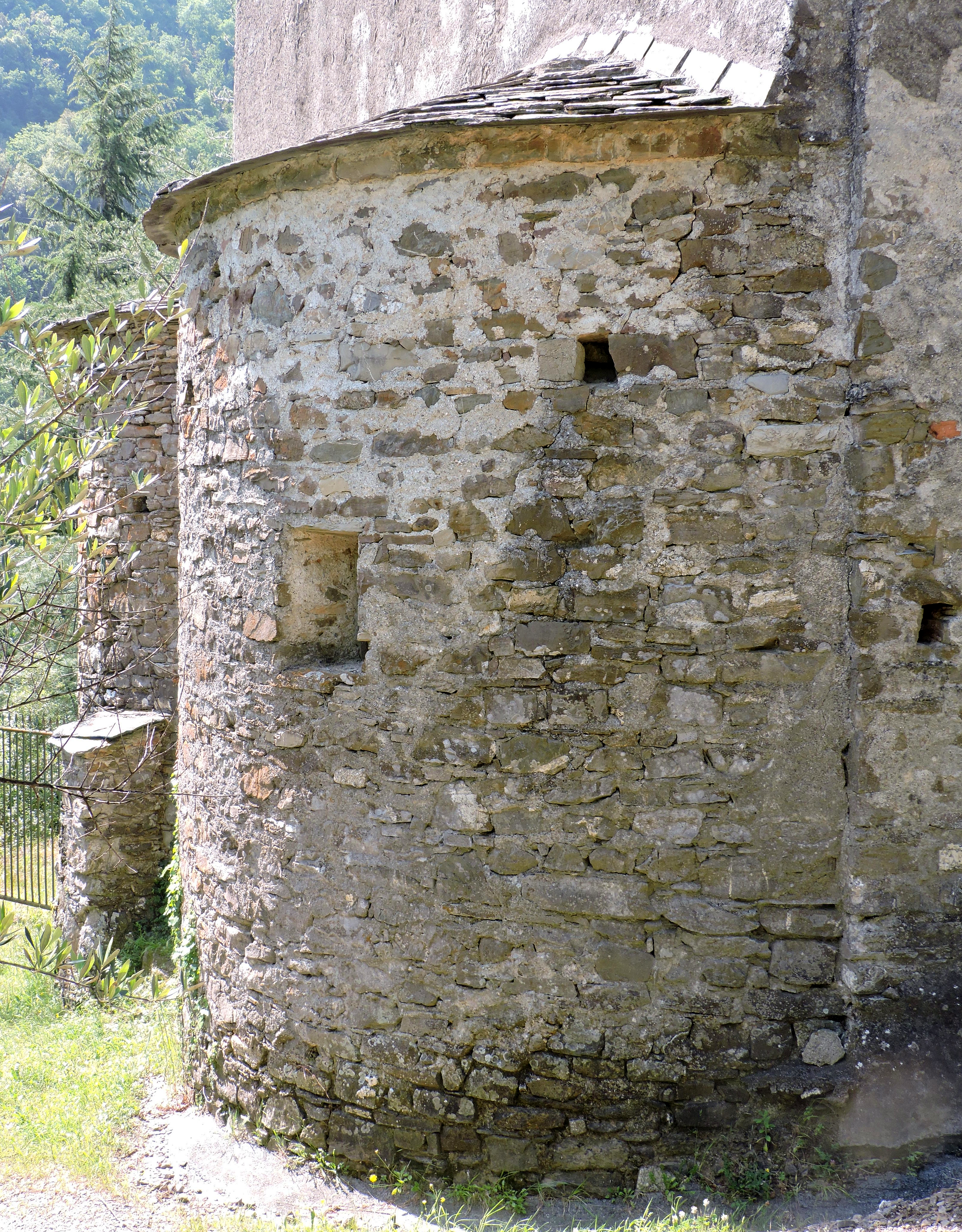
Abside settentrionale

Situata in posizione isolata rispetto alla borgata capoluogo di Borgo di Ranzo, il primitivo impianto della chiesa protoromanica risalirebbe tra i secoli XI e XII.
Nel corso del Quattrocento l'edificio subì una nuova riedificazione sulle fondamenta dell'antico luogo di culto e a tale periodo risalirebbe il portico affrescato, sostenuto da colonne ed archi di forma ogivale e scolpiti portali recanti incisioni con le date 1491 e 1493 e un monogramma di Cristo. Dell'XI secolo è invece l'abside meridionale, mentre quello settentrionale fu aggiunto nell'edificazione medioevale.
Gli affreschi del portico furono realizzati da Pietro Guido - originario del territorio di Ranzo - che scelse le raffigurazioni di santi ed evangelisti, oltreché una Madonna col Bambino.
L'attuale impianto - barocco - e ad unica navata della chiesa di San Pantaleo è databile invece ad una rivisitazione effettuata nel corso del XVII secolo, con cicli di affreschi del Guido rappresentanti il Cristo risorto, la Passione di Gesù e altre scene sacre.